# ده فراری تحت تعقیب اف‌بی‌آی

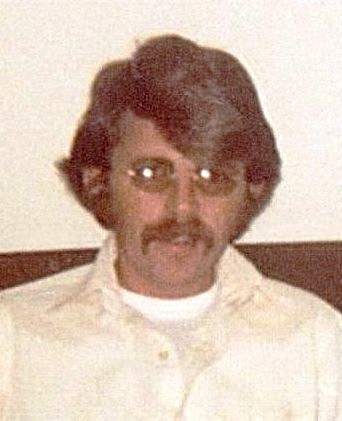
در ۱۹ مه ۱۹۹۶، لزلی ایسبن روگ (تصویر اینجا در سال ۱۹۷۳) اولین فردی در لیست ده نفر از تحت تعقیب‌ترین افراد فراری اف‌بی‌آی بود.

ده فراری تحت تعقیب اف‌بی‌آی فهرستی است که توسط اداره تحقیقات فدرال ایالات متحده (اف‌بی‌آی) نگهداری می‌شود. این فهرست از مکالمه بین جی. ادگار هوور، مدیر اف‌بی‌آی و ویلیام کینزی هاچینسون، سردبیر سرویس خبری بین‌المللی (سلف یونایتدپرس اینترنشنال) که در اواخر سال ۱۹۴۹در حال بحث و گفتگو دربارهٔ راه‌هایی برای دستگیری «سرسخت‌ترین افراد» اف‌بی‌آی بودند، به‌وجود آمد. این بحث به یک مقاله منتشر شده تبدیل شد که آن‌قدر تبلیغات مثبت دریافت کرد که در ۱۴ مارس۱۹۵۰، اف‌بی‌آی رسماً فهرستی را برای افزایش توانایی مجریان قانون برای دستگیری فراریان خطرناک اعلام کرد. اولین فردی که به فهرست اضافه شد، توماس جی. هولدن، سارق و عضو گروه هولدن-کیتینگ بود.
افراد معمولاً در صورتی از فهرست حذف می‌شوند که دستگیر شوند، بمیرند، یا اتهامات علیه آن‌ها حذف شود. در یازده مورد، اف‌بی‌آی افراد را پس از این‌که احساس کرد دیگر «تهدید خطرناکی برای جامعه» نیستند، از فهرست حذف کرد. ویکتور ماچترو، عضو ماچترو، ویکتور مانوئل گرنا، که در سال ۱۹۸۴ به فهرست اضافه شد، به مدت ۳۲ سال در فهرست بود که بیشتر از هر کس دیگری بود. بیلی آستین برایانت کمترین زمان را در فهرست صرف کرد و در سال ۱۹۶۹ به مدت ۲ ساعت در فهرست قرار گرفت. مسن‌ترین فردی که به این فهرست اضافه شد یوجین پالمر در ۲۹ مه ۲۰۱۹ با ۸۰ سال سن بود. در موارد نادر، اگر آن فرد به‌شدت خطرناک باشد، اف‌بی‌آی یک «عدد یازده» را اضافه می‌کند، اما دفتر احساس نمی‌کند هیچ‌یک از ده نفر فعلی باید حذف شوند. با وجود ارجاعات گاه به گاه در رسانه‌ها، اف‌بی‌آی فهرست آنها را رتبه‌بندی نمی کند. هیچ مظنونی به‌عنوان «شمارهٔ ۱ در فهرست افراد تحت تعقیب اف‌بی‌آی» یا «بیشترین تحت تعقیب» در نظر گرفته نمی‌شود.
این فهرست معمولاً در مکان‌های عمومی مانند دفاتر پست، نصب می‌شود. در بسیاری از موارد، افراد فراری در فهرست به محض آگاهی از فهرست، خود را تحویل داده‌اند. اف‌بی‌آی فهرست‌های دیگری از افراد، از جمله تروریست‌های تحت تعقیب اف‌بی‌آی، دارد.
در ۱۷ ژوئن ۲۰۱۳، این فهرست به مجموع ۵۰۰ نفر فراری رسید. تا ۳۰ مارس ۲۰۲۲ حدود ۵۲۶ نفر فراری در فهرست ثبت شده بودند که ده نفر از آن‌ها زن بودند و ۴۹۱ نفر از آن‌ها (۹۴٪) دستگیر یا پیدا شدند که ۱۶۲ نفر (۳۱٪) با کمک‌های مردمی دستگیر یا پیدا شدند.

## اضاات جدید
بخش تحقیقات جنایی (CID) در مقر اف‌بی‌آی از همه ۵۶ دفتر میدانی می‌خواهد تا نامزدهای فهرست «ده فراری تحت تعقیب» اف‌بی‌آی را ارائه دهند. نامزدهای دریافت شده توسط مأموران ویژه در بخش تحقیقات جنایی و دفتر امور عمومی بررسی می‌شوند. انتخاب نامزد (های) «پیشنهادی» برای تأیید به دستیار مدیر بخش تحقیقات جنایی و سپس برای تأیید نهایی به مدیر اف‌بی‌آی ارسال می‌شود. این روند کمی طول می‌کشد، به همین دلیل است که جیمز بالجر، که در ۲۲ ژوئن ۲۰۱۱ در سانتا مونیکا، کالیفرنیا دستگیر شد، تا ۹ مه ۲۰۱۲ در فهرست باقی ماند، اسامه بن لادن نیز تقریباً یک سال پس از مرگش به دست نیروهای آمریکایی در ۲ مه ۲۰۱۱ در فهرست باقی ماند.

## فهرستتا تاریخ فوریه ۲۰۲۲[بروزرسانی]
برای اطلاعاتی که منجر به دستگیری افراد فراری در فهرست می‌شود، جوایزی ارائه می‌شود. پاداش حداقل ۱۰۰۰۰۰ دلار برای همهٔ فراری‌ها است که در حال حاضر در موارد جیسون درک براون ۲۰۰۰۰۰ دلار، خوزه رودولفو ویارئال-هرناندز ۱۰۰۰۰۰۰ دلار و رافائل کارو کوینترو ۲۰۰۰۰۰۰۰ دلار بیشتر است.
| عکس | نام                              | تاریخ اضافه شدن | کد پرونده | توضیحات |
| --- | -------------------------------- | --------------- | --------- | --- |
|     | ألیکسیس فلوریس                   | ۲ ژوئن ۲۰۰۷     | 487       | فلورس به دلیل ربودن، تجاوز و قتل ایریانا دی ژسوس پنج ساله در فیلادلفیا، پنسیلوانیا، در ژوئیه ۲۰۰۰ تحت تعقیب است. او در سال ۲۰۰۵ پس از گذراندن دوران محکومیت خود به دلیل جعل در ایالت آریزونا به زادگاهش هندوراس تبعید شد. |
|     | جیسون دراک براون                 | ۸ دسامبر ۲۰۰۸   | 489       | براون به دلیل قتل و سرقت مسلحانه در فینیکس، آریزونا تحت تعقیب است. مقامات ادعا می‌کنند که در نوامبر ۲۰۰۴، او به یک نگهبان خودروی زرهی در خارج از یک سالن سینما شلیک کرد و او را کشت و با یک دوچرخه با ۵۶۰۰۰ دلار فرار کرد. اف‌بی‌آی برای اطلاعاتی که منجر به دستگیری او شود تا ۲۰۰ هزار دلار جایزه تعیین کرده‌است. مقامات معتقدند که او ممکن است از کشور فرار کرده باشد و ممکن است در فرانسه یا تایلند زندگی کند.                                                                                                  |
|     | بهادریشکومار تشیتانبهای باتل     | ۱۸ آوریل ۲۰۱۸   | 514       | پاتل، یک تبعه هندی، ظاهراً در ۱۲ آوریل ۲۰۱۵ در یک مغازه دونات فروشی در هانوفر، مریلند، همسرش را با چاقو کشت. او آخرین بار در حال رفتن به ایستگاه پنسیلوانیا در نیوآرک دیده شد. به گفته مقامات، او با کانادا، هند، نیوجرسی، کنتاکی، جورجیا و ایلینوی ارتباط دارد. |
|     | الخاندرو کاستیلو                 | ۲۴ اکتبر ۲۰۱۷   | 516       | کاستیلو در ارتباط با قتل یک زن ۲۳ ساله به نام تروک کوان "ساندی" لی لی در اوت ۲۰۱۶ که قبلاً با او قرار داشت تحت تعقیب است. این دو در حین کار در یک رستوران در شارلوت با هم آشنا شدند. |
|     | رافائیل کارو کوینتیرو            | ۱۲ آوریل ۲۰۱۸   | 518       | کارو کوینترو، رهبر سابق کارتل مکزیکی، به دلیل نقشش در ربودن و قتل مأمور اداره مبارزه با مواد مخدر ایالات متحده (DEA)، انریکه کامارنا سالازار، خلبان او آلفردو زاوالا آولار، نویسنده آمریکایی جان کلی واکر و دانشجوی دندانپزشکی آلبرتو رادلات در تعقیب می‌باشد. او قبل از آزادی در سال ۲۰۱۳، ۲۸ سال را در زندان در مکزیک گذراند. بلافاصله پس از آزادی، حکم بازداشت وی صادر شد. برای اطلاعاتی که منجر به دستگیری او شود، جایزه ای ۲۰٬۰۰۰٬۰۰۰ دلاری ارائه می‌شود که بالاترین پاداشی است که در حال حاضر ارائه می‌شود. |
|     | آرنولد خیمنز                     | ۸ مه ۲۰۱۹       | 522       | خیمنز به‌دلیل قتل همسرش در ۱۲ مه ۲۰۱۲ تحت تعقیب است. ظاهراً خیمنز تنها چند ساعت پس از عروسی همسرش را با چاقو به قتل رساند. جسد او در یک وان حمام در آپارتمانش در بربنک، ایلینوی پیدا شد. |
|     | یوجین بالمر                      | ۲۹ مه ۲۰۱۹      | 523       | پالمر به‌خاطر قتل عروسش در ۲۴ سپتامبر ۲۰۱۲ در استونی پوینت نیویورک تحت تعقیب است. |
|     | خوسیه رودولفو ویارئالال هرناندیز | ۱۳ اکتبر ۲۰۲۰   | 524       | ویارئال-هرناندز به دلیل هدایت افراد برای ردیابی و قتل یک مرد در ساوتلیک، تگزاس، در ماه مه ۲۰۱۳ تحت تعقیب است. برای اطلاعاتی که منجر به دستگیری او شود تا ۱٬۰۰۰٬۰۰۰ دلار جایزه در نظر گرفته شده‌است. |
|     | اکتاویانو خوارز-کورو             | ۸ سپتامبر ۲۰۲۰  | 525       | خوارز-کورو به دلیل کشتن دو نفر و زخمی کردن سه نفر دیگر پس از گشودن آتش در پارکی در میلواکی، ویسکانسین، در ماه مه ۲۰۰۶ تحت تعقیب بود. او در ۳ فوریهٔ ۲۰۲۲ در زاپوپان، خالیسکو، مکزیک دستگیر شد. |
|     | یولان آدونای آرچاگا کاریاس       | ۳ نوامبر ۲۰۲۱   | 526       | آرچاگا کاریاس در منطقه جنوبی نیویورک به کتک‌کاری، واردات کوکائین و به داشتن مسلسل متهم شده‌است. به‌عنوان رهبر ادعایی MS-13. وی ظاهراً فعالیت‌های مجرمانه MS-13 را در هندوراس کنترل می‌کرد. آرچاگا کاریاس همچنین مسئول حمایت از بارهای چند تنی کوکائین از طریق هندوراس به ایالات متحده و سفارش و مشارکت در قتل اعضای باند رقیب و سایر افراد مرتبط با MS-13 است. |